# Video Games
Video Games – debiutancki singel amerykańskiej piosenkarki Lany Del Rey, wydany 7 października 2011 roku nakładem wytwórni fonograficznych Polydor, Stranger oraz Interscope Records. Singel został wydany w celach promujących album Born to Die, który na rynku ukazał się 30 stycznia 2012 roku. Kompozycja została napisana przez Justina Parkera oraz samą wokalistkę. 
Nakładem wydawnictwa muzycznego Stranger Records, 16 października 2011 roku wydano także minialbum/maxi singel wokalistki o takim samym tytule. EP dotarł do 40. pozycji w notowaniu prowadzonym przez Syndicat national de l'édition phonographique we Francji.

## Listy utworów i formaty singla
Digital download (iTunes)
1. „Video Games” (Album version) – 4:44
2. „Video Games” (Larry "Mr Fingers" Heard Remix) – 8:58
3. „Video Games” (Omid 16B Remix) – 5:14

Digital download (Stranger Records)
1. „Video Games” – 4:46
2. „Blue Jeans” – 3:42
3. „Video Games” (Mr Fingers Remix) – 5:14
4. „Video Games” (Omid 16B Remix) – 9:00

Joy Orbison Remix
1. „Video Games” (Joy Orbison Remix) – 4:59

Video Games Remixes
1. „Video Games” (Club Clique for The Bad Girls Remix) – 4:57
2. „Video Games” (Jakwob and Etherwood Remix) – 3:42
3. „Video Games” (White Lies C-Mix) – 7:32
4. „Video Games” (Jamie Woon Remix) – 5:14
5. „Video Games” (We Don't Belong In Pacha Remix) – 5:19

Video Games
1. „Video Games” (Radio Edit) – 4:01
2. „Blue Jeans” – 3:31
3. „Video Games” (Club Clique for The Bad Girls Remix) – 4:57
4. „Video Games” (White Lies C-Mix) – 7:31
5. „Video Games” (Larry "Mr Fingers" Heard Remix) – 8:58
6. „Video Games” (Helium Robots Remix) – 4:51
7. „Video Games” (Performance Edit) – 4:46

## Pozycje na listach
| Lista przebojów                  | Pozycja |
| -------------------------------- | ------- |
| Niemcy (German Singles Charts)   | 1       |
| Austria (Ö3 Austria Top 40)      | 2       |
| Szwajcaria (Schweizer Hitparade) | 2       |
| Francja (SNEP)                   | 2       |
| Belgia (Ultratop 50)             | 2       |

## Certyfikaty i sprzedaż
| Kraj                      | Certyfikat         | Sprzedaż   |
| ------------------------- | ------------------ | ---------- |
| Australia (ARIA)          | platynowa płyta    | 70 000+    |
| Austria (IFPI Austria)    | platynowa płyta    | 30 000+    |
| Belgia (BEA)              | platynowa płyta    | 30 000+    |
| Dania (IFPI Danmark)      | platynowa płyta    | 90 000+    |
| Kanada (MC)               | złota płyta        | 40 000+    |
| Niemcy (BVMI)             | 2x platynowa płyta | 600 000+   |
| Stany Zjednoczone (RIAA)  | 2x platynowa płyta | 2 000 000+ |
| Szwajcaria (IFPI Schweiz) | 2x platynowa płyta | 60 000+    |
| Wielka Brytania (BPI)     | 2x platynowa płyta | 1 200 000+ |
| Włochy (FIMI)             | złota płyta        | 15 000+    |